# Rouvres-en-Multien
 Rouvres-en-Multien  es una población y comuna francesa, en la región de Picardía, departamento de Oise, en el distrito de Senlis y cantón de Betz.

## Demografía
| 204 | 202 | 241 | 305 | 407 | 481 |
| Para los censos de 1962 a 1999 la población legal corresponde a la población sin duplicidades (Fuente: INSEE [Consultar]) |     |     |     |     |     |